# Arīs Spīliōtopoulos
Arīs Spīliōtopoulos (in greco: Αρης Σπηλιωτόπουλος; Patrasso, 28 ottobre 1966) è un politico greco.

## Carriera scolastica
Arīs Spīliōtopoulos si è laureato in Scienze politiche all'Università di Atene e ha poi completato gli studi con due master, uno in scienza delle comunicazioni politiche e l'altro sui Mass Media. Parla correttamente l'Italiano.

## Carriera politica
Dall'aprile 1997 al settembre 2000 ha ricoperto l'incarico di capo ufficio stampa del partito Nuova Democrazia
Ha avuto il privilegio di essere nominato deputato (senza elezione) alle legislative del 9 aprile 2000 dopo di che veniva regolarmente eletto alle successive del 7 marzo 2004 e del 16 settembre 2007 nel II collegio elettorale di Atene dove riportava più di 130,000 voti.
È stato membro di varie commissioni parlamentari permanenti aventi per oggetto l'educazione, la pubblica amministrazione e l'ordine pubblico.
Dal 16 settembre 2007 è ministro per lo sviluppo turistico nel governo di Kōstas Karamanlīs
È candidato per Nuova Democrazia a Sindaco di Atene nel 2014 ma ottiene solo il 16,9% non accendendo al ballottaggio. Sostiene pertanto il Sindaco uscente, l'indipendente Giorgos Kaminis (ex PASOK), risultato poi rieletto contro il candidato di SYRIZA.

## Ladanza dei sette veli
Arīs Spīliōtopoulos è un amico intimo del primo ministro greco Kōstas Karamanlīs. Nel maggio del 2000, Giorgio Karatzaferis, deputato di Nuova Democrazia rilasciò dichiarazioni, poi pubblicate sul quotidiano Eleftheros Typos, in cui biasimava l'atteggiamento dell'allora suo leader di partito Kōstas Karamanlīs, accusato di farsi "incantare" troppo dal più giovane Spīliōtopoulos, a quel tempo capo dell'ufficio stampa el partito.
Nell'intervista Karatzaferis paragonava Arīs Spīliōtopoulos a Salomè perché, come il personaggio dell'opera di Richard Strauss, anche Arīs Spīliōtopoulos aveva irretito il suo capo con la danza dei sette veli
A seguito di tali affermazioni salaci, Giorgio Karatzaferis fu espulso dal partito.
Dal canto suo, Arīs Spīliōtopoulos citava in giudizio Giorgio Karatzaferis, chiedendo un risarcimento danni a lui come a Giorgio Trangas e Nikos Kakaounakis, due giornalisti che avevano osato sposare la tesi di Salomè.